# Scarab (gruppo musicale)
Gli Scarab sono un gruppo musicale death metal egiziano, formatosi a Il Cairo nel 2006.

## Storia del gruppo
La band nacque dopo lo scioglimento degli Hatesuffocation, un gruppo attivo dal 2001, in cui militarono alcuni degli elementi di questa formazione.
Nel 2007 pubblicarono un EP di tre tracce intitolato Valley of the Sandwalkers e nel 2008 registrarono il loro primo album in studio, Blinding the Masses. Il disco venne distribuito direttamente dalla band nel 2009, mentre l'anno seguente fu dato alle stampe a livello internazionale dalla Osmose Productions. Con questo lavoro gli Scarab mostrarono delle composizioni dalle atmosfere sepolcrali e richiamanti l'antico Egitto, influenzate da alcuni dei gruppi più noti della scena death metal, quali Morbid Angel, Behemoth, Cannibal Corpse, Nile e Immolation. Sempre nel 2009 parteciparono al festival musicale tedesco With Full Force, per il quale venne anche realizzato un DVD in cui apparve anche la loro esibizione; inoltre presero parte al Dubai Desert Rock Festival, evento che vide anche la presenza, tra gli altri, di Motörhead, Arch Enemy e Opeth.
Ad agosto del 2013 il gruppo salì sul palco del festival inglese Bloodstock Open Air e a settembre si cimentò in una serie di concerti, nuovamente in Inghilterra, in cui venne affiancato da una band chiamata De Profundis. Due mesi dopo gli egiziani si esibirono invece in un concerto organizzato nella loro città, Il Cairo. Nel 2014 approdarono ancora in Germania, esibendosi al festival Dong Open Air, tenutosi a Neukirchen-Vluyn. Il secondo disco degli Scarab, Serpents of the Nile, uscì nel 2015 e venne dato alle stampe dalla ViciSolum Productions, che ne fornì anche una versione per il download digitale. Quest'album mantenne le coordinate stilistiche del precedente, avvalendosi ancora di riff e ritmiche pesanti, arricchite da assoli di chitarra, ma la musica venne corredata da alcuni inserti di tastiera.
Nel 2017 gli Scarab sono stati nuovamente invitati a prendere parte al Bloodstock Open Air, organizzato nel Derbyshire. Inoltre per il mese di settembre dello stesso anno è stata annunciata l'uscita del loro terzo disco, Martyrs Of The Storm, ancora edito a livello mondiale dall'etichetta svedese ViciSolum Productions.

## Formazione

### Formazione attuale
- Sammy Sayed – voce (2006-presente)
- Al-Sharif Marzeban – chitarra (2006-presente)
- Stephen Moss – chitarra (2015-presente)
- Omar Assem – basso (2015-presente)
- Amir El-Saidi – batteria (2017-presente)
- Sherif Adel – tastiera (2015-presente)

### Ex componenti
- Tarek Amr – chitarra (2006-2015)
- Mohamed "Bombest" El Sherbieny – basso (2006-2015)
- Hatem El Akkad – batteria (2006-2016)
- Michel Khater – batteria (2016-2017)

## Discografia

### Album in studio
- 2009 – Blinding the Masses
- 2015 – Serpents of the Nile
- 2020 – Martyrs Of The Storm

### EP
- 2007 – Valley of the Sandwalkers

## Videografia

### Split
- 2010 – With Full Force 2009 (2 DVD)